# Clan Matrone
Il clan Matrone è una associazione camorristica di Scafati, in provincia di Salerno.

## Storia
Potente organizzazione criminale, il clan Matrone nacque negli anni '70, a Scafati. Quando Raffaele Cutolo cercò, con la sua Nuova Camorra Organizzata, di imporre il proprio dominio in Campania, il clan si schierò, unitamente alle famiglie camorristiche dei "Loreto" e dei "Ridosso" - anch'esse di Scafati - con la Nuova Famiglia, cartello criminale nato con l'intento di stroncare le trame e lo strapotere della NCO di Cutolo. Imperante a Scafati e comuni limitrofi è considerato, in particolare dopo l'arresto di Francesco Matrone, catturato in un casolare di Acerno nell'agosto del 2012 , oramai disarticolato e poco presente nell'area Scafatese, ove operano altri gruppi criminali.
Originario di San Pietro - frazione di Scafati -, il clan Matrone ha per anni esercitato un controllo sul territorio pressoché totale, sostituiendosi, talora, allo Stato. Emblematico di ciò, quanto accaduto a seguito di alcuni furti commessi nell'area di San Pietro da soggetti di nazionalità straniera; in quel frangente, fu lo stesso clan, allora guidato da Antonio Matrone, figlio del superboss Franco, a reprimere il fenomeno; le abitazioni dei responsabili furono crivellate di proiettili e, sempre a quest'ultimi, furono recapitati alcuni biglietti in cui si intimava loro di lasciare Scafati. Anche contrarre col clan un debito di appena 700€, poteva sancire la condanna a morte dell'insolvente. Così accadde il 26 aprile del 2015 allorquando Armando Faucitano, pregiudicato, venne ammazzato per un debito di droga da 700€ - mai onorato - contratto con gli Aquino-Annunziata di Boscoreale, storici alleati dei Matrone.

## Gruppo Buonocore
Giuseppe Buonocore, alias "Zi' Peppe 'e Scafati", genero di Franco Matrone, voleva ripristinare il dominio dei Matrone su Scafati e dintorni. Nel 2018 è stato sgominato un gruppo, capeggiato proprio da Buonocore, che si era reso responsabile di attentati dinamitardi, sparatorie, estorsioni e spaccio di stupefacenti. Del gruppo faceva parte anche il 70enne Vincenzo Nappo, storico luogotenente di Francesco Matrone .
I Buonocore sono giunti allo scontro con il clan Cesarano di Ponte Persica. Lo scontro tra le due organizzazioni è avvenuto tra il 2017 ed il 2018, quando nella zona di Scafati si sono verificati numerosi attentati contro attività di proprietà di alcuni esponenti dei clan e contro l'abitazione di Giuseppe Buonocore. Il contrasto, raccontato dal collaboratore di giustizia Andrea Dario Spinelli - soggetto ritenuto contiguo al clan Loreto-Ridosso -, sarebbe sorto a seguito della scarcerazione di Giuseppe Buonocore, al quale dava fastidio l'ingerenza dei Cesarano in Scafati e comuni vicini .